# Гардангер-фіорд
Гардангер-фіорд (норв. Hardangerfjorden) — фіорд у південно-західній Норвегії, третій за довжиною у світі та другий у країні. Оточений скелястими горами заввишки до 1,5 км, із яких спадає безліч водоспадів, на кшталт Ворінгфоссен висотою 145 м і Шеггедалс. 
Гардангер-фіорд має поділ на кілька набагато менших фіордів: Квіннгерад, Гранвін, Сер, Ейд та Оса.
Гардангер-фіорд заглиблюється в берег Скандинавського півострова на 113 км (за даними ВРЕ розміри 172х7 км). Починається на південь від Бергену, біля острова Стур у Північному морі і прямує до плато Гардангервідда.
Максимальна глибина 891 м (приблизно на півдорозі фарватером від моря до внутрішніх районів), на вході — 253 м. Припливи напівдобові, висотою близько 1 м.

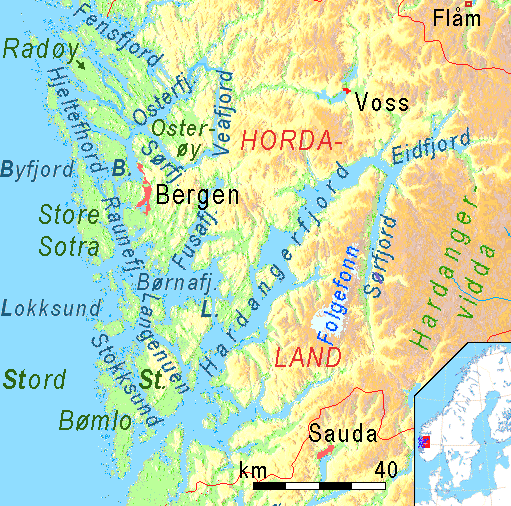
Карта Гардангер-фіорду

## Опис
Гардангер-фіорд впадає в Атлантичний океан приблизно за 80 км на південь від міста Берген (у гирлі має назву Бемлу-фіорд) 
Тут фіорд прямує в північно-східному напрямку між островом Бемлу та материком, повз більші острови Стур, Тиснесей та Варальдсей на північно-західній стороні та півострів Фолгефонна на південно-східній стороні. 
Далі вглиб материка, він починає розгалужуватися на менші фіорди, які простягаються всередину до великого гірського плато Гардангервідда. 
Найдовшим відгалуженням Гардангер-фіорду є Сер-фіорд, що прямує на південь приблизно на 50 км від головного фіорду. 
Його максимальна глибина становить понад 860 м неподалік від села Норгеймзунд посередині фіорду. 

Фіорд омиває береги 13 комун району Гардангер фюльке Гордаланн: Бемлу, Ейдфіорд, Етне, Гранвін, Йондал, Квам, Квіннгерад, Одда, Сунн, Свейо, Тіснес, Улленсванг та Улвік. 
Вздовж узбережжя фіорду побудовані рибні господарства,  електромеханічні фабрики, порти, меблеві та інші підприємства. 
У фіорді розводять лосось і веселкову форель.
Гардангер-фіорд є популярним туристичним об'єктом серед мандрівників, на його берегах побудовані для цього готелі. 
Фіорд відомий також своїми прибережними фруктовими садами, які цвітуть навесні. 
Від Сер-фіорду можна побачити льодовик Фолгефонна (третій за розмірами льодовик у країні, площа 220 км², висота до 1674 м) — з 2005 року національний парк Фолгефонна. 
Поруч із гирлом фіорду в Русендалі в 1660-65 рр. барон Людвиг Розенкранц побудував Русендальський палац, відомий сьогодні як «самий маленький замок Скандинавії».
На дні фіорду лежить потоплений 20 квітня 1940 року німецьким кораблем міноносець типу «Трюгг» «KNM Stegg».

## Картини, на яких зображений Гардангер-фіорд

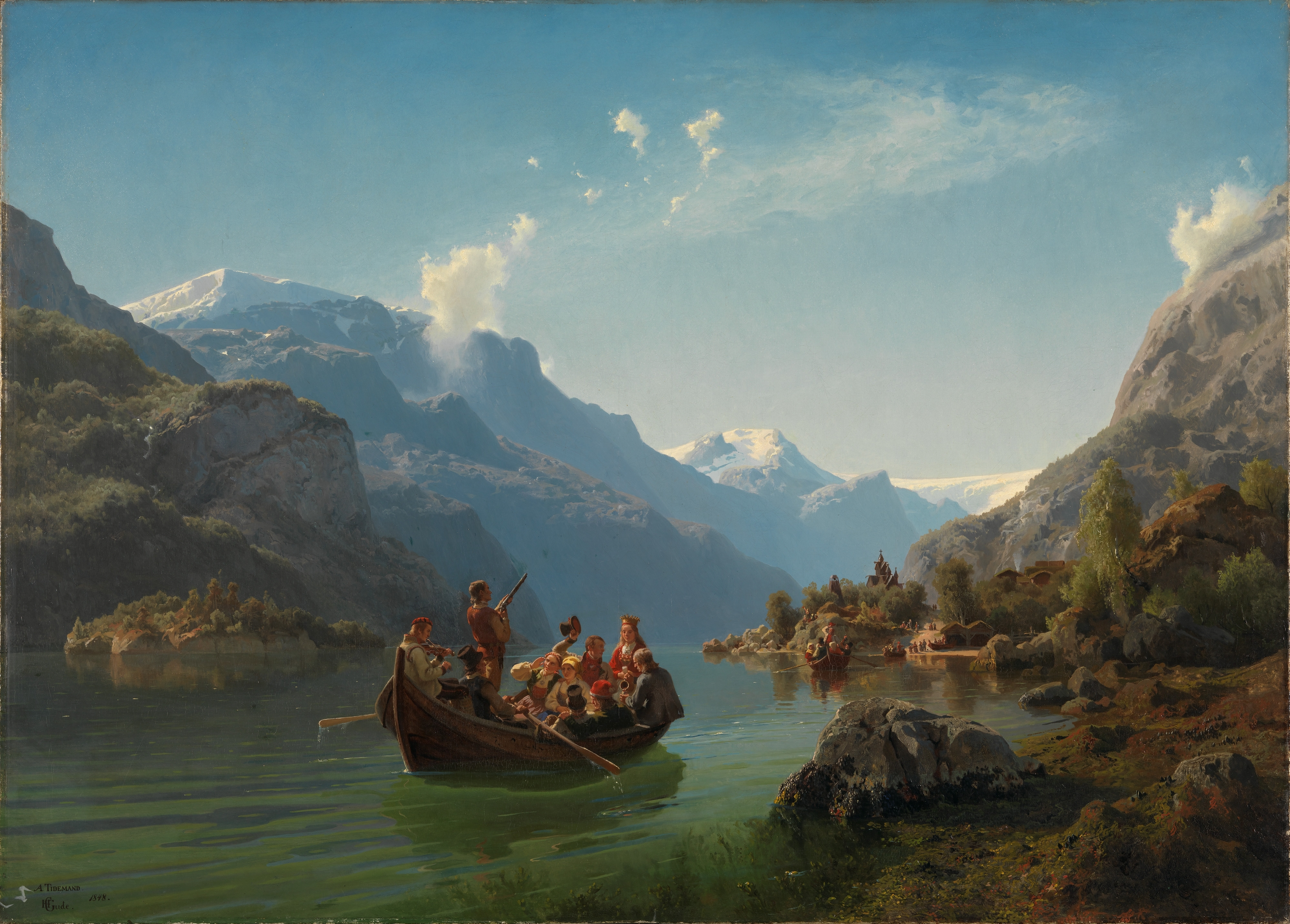
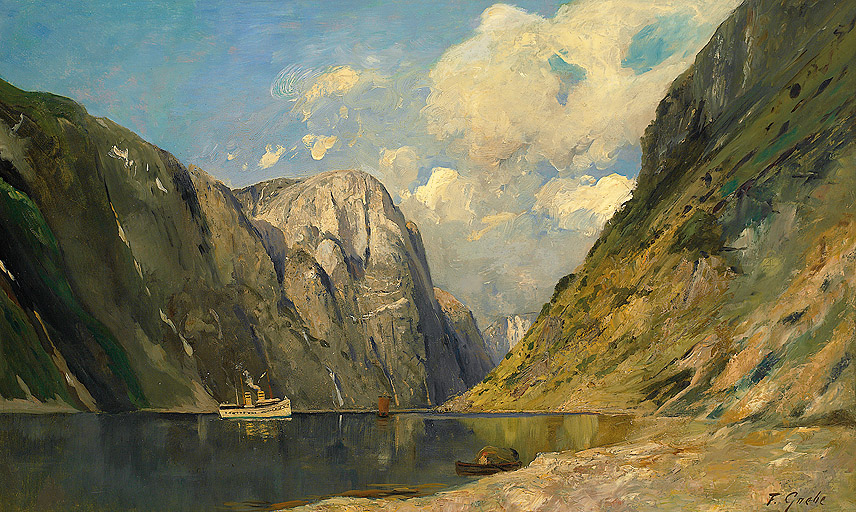